# نيل أدمز
نيل أدمز (بالإنجليزية: Neil Adams)‏ (23 نوفمبر 1965 بستوك أون ترينت في المملكة المتحدة - ) هو مدرب كرة قدم ولاعب كرة قدم بريطاني في مركز جناح ‏. شارك مع منتخب إنجلترا تحت 21 سنة لكرة القدم. أما مع النوادي، فقد لعب مع أولدهام أثلتيك وستوك سيتي ونادي إيفرتون ونورويتش سيتي.

## وصلات خارجية
- نيل أدمز على موقع قاعدة بيانات كرة القدم.إي يو (الإنجليزية)
- نيل أدمز على موقع Soccerbase.com (لاعب) (الإنجليزية)
- نيل أدمز على موقع عالم كرة القدم.نت (الإنجليزية)